# SMS Bismarck
Pour cuirassé de la Seconde Guerre mondiale, voir Bismarck (cuirassé).
Le SMS Bismarck est une frégate à trois-mâts ou croiseur-frégate (en allemand Kreuzefregatte) qui a servi dans la marine impériale allemande  de 1878 à 1891.
Il porte le nom de Bismarck (1815-1898), ministre-président de Prusse de 1862 à 1890. 
C'est le leader-ship de la classe Bismarck, classe de croiseurs frégates comportant six unités, dont les SMS Gneisenau et SMS Moltke, SMS Blücher, SMS Stein et SMS Stosch.

## Conception
C'est un trois-mâts carré avec une coque en fer, mais sans blindage particulier, utilisant aussi une propulsion à vapeur sur une seule hélice.

## Histoire
Il servit dix ans dans la flotte coloniale et représenta la marine allemande à l'Exposition internationale en Australie en 1880.
Après douze ans de navigation, il est mis hors service à son retour au port de Wilhelmshaven en devenant un ponton de la base navale. Il est démoli en 1920.

## Source
- (de) Cet article est partiellement ou en totalité issu de l’article de Wikipédia en allemand intitulé « SMS Bismarck » (voir la liste des auteurs).